# Fotios Zaharoglou
Fotios Zaharoglou (en grec : Φώτιος Ζαχάρογλου, né le 9 avril 1963 à Thessalonique) est un informaticien grec.
Zaharoglou a obtenu un diplôme en électrotechnique en 1986 à l'université Aristote de Thessalonique, puis étudie au Caltech (M. Sc. en 1987) et obtient en 1993 un Ph. D. à l'université de Californie à San Diego, sous la direction de Michael Saks  (titre de la thèse : « Distributed data structures and wait-free computation »).
En 2004, il est récipiendaire du prix Gödel, en même temps que Maurice Herlihy, Nir Shavit et Michael Saks ; lui et Michael Saks obtiennent le prix pour leur article Wait-Free k-Set Agreement is Impossible: The Topology of Public Knowledge. Ce prix récompense leur découverte du rôle de la topologie dans le calcul distribué : elle permet de traiter la question de l'existence de protocoles pour certains problèmes en réduisant leur nature dynamique à un problème de topologie.